# Weber (карбюратор)
Weber — итальянская компания по производству карбюраторов, принадлежит компании Magneti Marelli. Эти карбюраторы в русскоязычной литературе в основном упоминаются в связи с тем, что их устанавливали на двигатели ВАЗ, ЗМЗ и ЧТЗ.

## История

### Создание карбюраторов типа Weber
Название карбюратор получил по фамилии изобретателя Эдуарда Вебера, который руководил производством карбюраторов вплоть до смерти в 1945 году.
После первой мировой цены на топливо существенно выросли.
В 1920-е годы Вебер создаёт собственное дело, работает над проблемой перевода грузовых машин на более дешёвый керосин.
Одновременно он решает вопрос работы моторов без провалов за счёт модификации системы питания.
Он первым создаёт двухкамерный карбюратор, в котором меньшая камера используется для поддержания холостого хода двигателя, а большая — для работы мотора под нагрузкой.
Этот карбюратор был создан для Fiat 501,
его
главным достоинством была  экономия топлива.
Эта конструкция была включена в специальный тюнинговый набор Fiat, в который кроме карбюратора входили впускной коллектор и другие запчасти.
К тому же было выявлено побочное явление в виде экономии топлива, которое было по достоинству оценено владельцами итальянских такси (в большинстве тот же Fiat 501).
Популярность этих карбюраторов постоянно росла, возник вопрос промышленного выпуска.
В 1923 году Fiat и Эдуард Вебер создали Fabbrica Italiana Carburatori Weber company, которая выпускала карбюраторы под маркой Weber.

### Завоевание Италии
По мере развития бизнеса Эдуард Вебер стал работать со спортивными командами: у него были определённые связи в мире автоспорта, он сам выступал и даже занял третье место на этапе гран-при Муджелло 13 июня 1920 года и был наставником итальянского гонщика Амеди Гордини.
Логичным применением инновационных систем питания стало применение карбюраторов Weber в автогонках, что произошло с 1930-х годов. Эдуард Вебер изобрёл двухдиффузорную карбюраторную систему питания, он первым довёл до применения карбюратор с двумя диффузорами одинакового диаметра. Эта конструкция подавала топливную смесь в каждый цилиндр двигателя отдельно, что позволило повысить эффективность мотора. На этапы Гран-При 1931 года вышла Мазерати (1100сс), которая была укомплектована сдвоенными горизонтальными карбюраторами Weber 50 DCO.
Кроме Мазератти компания Weber активно сотрудничала со спортивным направлением Alfa Romeo. Это взаимодействие продолжалось с 1930-х до начала 1960-х годов.
На успешную модель Tipo D 2900 после двух нагнетателей ставились два однокамерных карбюратора Weber с восходящим потоком.
Другим совместным проектом стал трехдиффузорный карбюратор Weber 50 DR3C, созданный для Alfa Type 158 «Alfetta». Применение трёх диффузоров позволило мотору показывать хорошие характеристики во всём рабочем диапазоне нагнетателя за счёт подачи равномерной воздушной смеси. Для турбированных моторов было создано инженерное решение в виде стопорного клапана, когда избыток давления нагнетателя сбрасывался в атмосферу.
Вторая мировая война пришла в Италию в 1939 году, спортивные соревнования были прекращены. Но к этому моменту руководитель предприятия добился того, что карбюраторы Weber стали использоваться во всём парке машин, выпускаемых в Италии.

### «Weber» после Вебера
Идеи, заложенные Эдуардом Вебером в своё предприятие, были высоко оценены потребителями. После его смерти в 1945 году «Fiat» поставил цель добиться контроля над компанией и сделал это, получив управление компанией в 1952 году. Как раз в это время «Fiat» активно участвовал в спортивных соревнованиях, модели «Сиата» и «Абарт» выигрывали призы. На них стояли карбюраторы «Weber» и популярность фирмы «Weber» росла за счёт побед этих машин.
В эти годы началась агрессивная экспансия «Weber» за пределы Италии. Ряд статей об организации цитирует книгу «Альф Фрэнсиз — механик гоночных автомобилей» Альфы Фрэнсиз. Механик пишет о том, что в 1952 году случился эпизод, когда Альф попросил установить пару карбюраторов «Weber» на 117-сильный автомобиль Альта. Динамометрический стенд показал увеличение мощности на 7 л.с., но специалисты «Weber» продолжили работать над мотором. Потребовалось изменить конструкцию впускного коллектора и создать новый коллектор чтобы достичь результата 143 л.с. В итоге компания «Weber» выставила Франсизу счёт на два карбюратора, без уплаты услуг за замеры на стенде и изготовление впускного коллектора.
В начале 1950-х годов карбюраторы «Weber» стали продаваться и в Америке, интересы компании представляла «GEON». Карбюраторы использовали те владельцы «Jaguar» и «General Motors», которые соревновались в автогонках по дорогам общего пользования, таких как «Trans-Am». Позже большое количество карбюраторов ставилось на «Alfa Romeo Alfasud» и «Опеля» с объёмом 1,9. На эти моторы «Weber DCD» вместо стандартного «Солекса» устанавливался без всяких переделок. В результате не только повышалась мощность автомобиля, но характеристики мотора получали большую эластичность. Позже вместо «Weber DCD» стали выпускаться карбюраторы «Weber DGV» и «Weber DFAV», которые были полностью взаимозаменяемы с карбюраторами серии «Holley 5200». В результате эти карбюраторы стали устанавливаться на автомобилях «Ford», вытесняя карбюраторы «Holley».
С ростом популярности карбюраторов Weber в США активизировались другие импортёры. «Geon» был переименован в «Bap/Geon». Позже «Bap/Geon» заменил дистрибьютор «Interco», который работал с продукцией «Weber» во всех штатах, расположенных восточнее реки Миссисипи. Другим серьёзным импортером является «Redline, Inc», кроме этого есть ряд независимых импортеров, которые ведут закупку карбюраторов «Weber» напрямую из Италии. В результате многолетнего использования карбюраторов в Америке была сформирована группа потребителей карбюраторов «Weber», и в каждом крупном городе есть специалисты, которые обслуживают продукцию этого производителя.

## Современный «Weber»
Системы питания «Weber» были приняты на вооружение другими компаниями. Конструктивные принципы карбюраторов «Weber» были проанализированы и заимствованы другими производителями, существуют фирмы «Деллорто» (Италия) и «Микуни» (Япония), производящие аналоги карбюратора «Weber».
Многообразие выпускающихся сейчас карбюраторов «Weber» позволяет их использовать на большом количестве моторов. «Weber» выпускает однокамерные, двухкамерные и трёхкамерные карбюраторы с нисходящим потоком, кроме этого выпускаются двухкамерные с горизонтальным потоком. Ранее выпускался однокамерный горизонтальный карбюратор «Weber», который сейчас является коллекционным изделием. Сдвоенные вертикальные карбюраторы реализованы либо с одновременным открытием заслонок, либо с последовательным открытием заслонок. Поплавковые камеры карбюраторов располагаются либо сбоку, либо между диффузорами. Благодаря этому ассортименту есть возможность собрать нужную компоновку системы питания карбюраторов «Weber».